# Xanana Gusmão

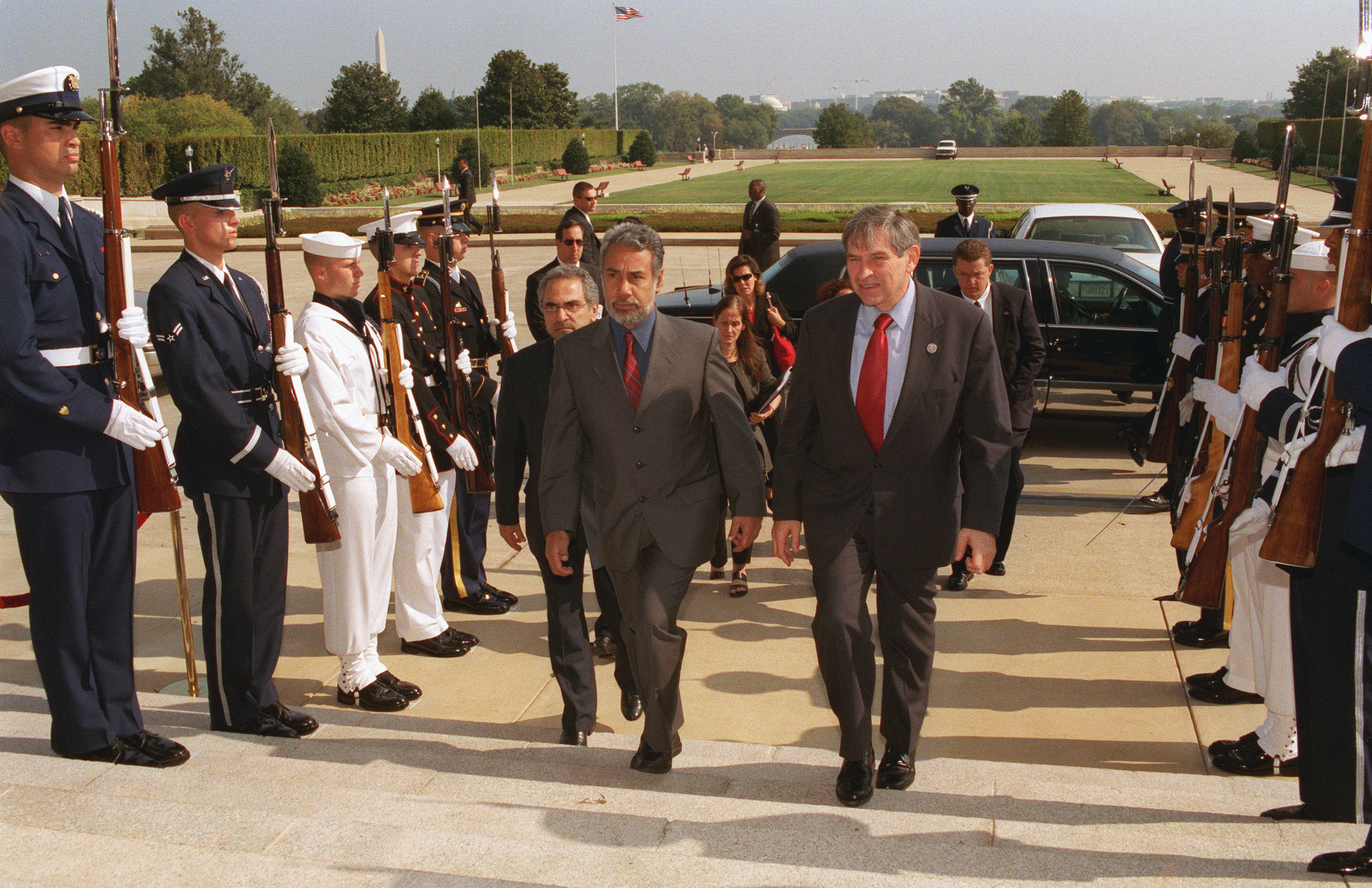
Prezident Xanana Gusmão v Pentagonu v roce 2002.

Xanana Gusmão, narozen jako José Alexandre Gusmão (* 20. června 1946), je respektovaný bojovník za nezávislost Východního Timoru. V letech 2002 až 2007 byl prvním východotimorským prezidentem po vyhlášení nezávislosti, v letech 2007 až 2015 pak působil jako ministerský předseda země. V roce 2023 se po vítězství své strany ve volbách stal v 77 letech znovu premiérem.

## Nezávislý Východní Timor

### První prezident Východního Timoru
Dne 14. dubna 2002 Gusmão vyhrál se ziskem 82,7 % prezidentské volby, kdy porazil svého protikandidáta Francisca Xaviera do Amarala. Dne 20. května 2002 se tak stal prvním prezidentem nezávislého Východního Timoru.
V roce 2006 došlo ve Východním Timoru k mocenskému boji mezi prezidentem Gusmãem a předsedou vlády Mari Alkatirim. V něm se prezident mohl spolehnout na podporu většiny armády a Alkatiri na podporu policie. Alkatiri byl podezřelý, že má ozbrojenou jednotku složenou z civilistů, která měla zastrašovat a eliminovat politické odpůrce. Po těchto obviněních vyzval dne 21. června 2006 prezident Gusmão předsedu vlády k rezignaci s pohrůžkou, že pokud tak neučiní, rezignuje on sám. Dne 25. června se sešli přední představitelé politické strany Fretilin, aby diskutovali o budoucnosti Alkatiriho jako předsedy vlády. Toto jednání se uskutečnilo v době probíhajících protestů tisíců lidí, kteří požadovali rezignaci předsedy vlády, nikoliv prezidenta. Straníci vyslovili úřadujícímu premiéru důvěru, ten však ve snaze ukončit nestabilitu dne 26. června 2006 odstoupil. Obvinění Alkatriho byla následně komisí OSN označena jako nepodložená. Zároveň komise kritizovala Gusmãa za jeho pobuřující prohlášení v období krize.

### Premiér
Gusmão se rozhodl neobhajovat post prezidenta během prezidentských voleb konaných v roce 2007. V březnu téhož roku oznámil svůj úmysl vést stranu Congresso Nacional de Reconstrução de Timor (CNRT) do parlamentních voleb, které se měly konat téhož roku. Vyjádřil také přání stát se předsedou vlády, pokud by jeho strana vyhrála volby. Jako první proběhly prezidentské volby a novým prezidentem Východního Timoru se dne 20. května 2007 stal José Ramos-Horta. V parlamentních volbách skončila CNRT druhá za vítěznou stranou Fretilin. Zisk 24,1 % hlasů jí zajistil 18 křesel v parlamentu. CNRT následně vytvořila koalici, která měla v parlamentu většinu. Po týdnech dohadů mezi touto koalicí a stranou Fretilin o tom, kdo by se měl pokusit vytvořit vládu, oznámil 6. srpna 2007 úřadující prezident Horta, že vládu sestaví koalice vedená CNRT. Toto prezidentovo rozhodnutí vyvolalo vlnu násilí. Gusmão se 8. srpna 2007 stal předsedou vlády poté, co složil přísahu v prezidentském paláci v Dili.
Dne 11. února 2008 se kolona, ve které byl i Gusmão, dostala pod palbu. Stalo se tak hodinu poté, co byl prezident Horta postřelen do břicha. Ve stejné době také Gusmãovu rezidenci obsadili rebelové. Podle Associated Press tyto incidenty zvýšily riziko pokusu o převrat. Popisovány byly také jako pokusy o atentát a únos.
Parlamentní volby v roce 2012 vyhrála Gusmãova strana CNRT. Ten tak sestavil novou vládu, ve které zastával funkci předsedy vlády a zároveň ministra obrany. Ministrem pro ropu a přírodní zdroje se stal Alfredo Pires.
Na počátku 2015 Gusmão oznámil svou rezignaci a předčasný odchod do důchodu. 5. února 2015 informoval své koaliční partnery, že chce svým nástupcem navrhnout bývalého ministra zdravotnictví Ruie Araúja. Ve stejný den zaslal dopis se svou rezignací prezidentu republiky. Ten ji přijal a pověřil Araúja sestavením nové vlády.

### Znovu premiér
V roce 2023 se po vítězství své strany ve volbách stal v 77 letech znovu premiérem. Vláda je koalicí jeho strany CNRT (National Congress of the Reconstruction of East Timor) a Demokratické strany. Země se potýká s hospodářskými problémy – téměř 42 % z 1,5 milionu obyvatel žije pod hranicí chudoby. OSN odhaduje, že na každých 1 000 narozených dětí jich zde 42 zemře před 5. narozeninami kvůli podvýživě.

## Vyznamenání a ocenění

### Státní vyznamenání

#### Vyznamenání Východního Timoru
- velkokříž s řetězem Řádu Východního Timoru – 2009
- Řád partyzánů – 2015[13]

#### Zahraniční vyznamenání
- velkokříž Řádu svobody – Portugalsko, 9. června 1993[14]
- čestný společník Řádu za zásluhy Nového Zélandu – Nový Zéland, 4. července 2000 – za rozvoj vztahů mezi Novým Zélandem a Východním Timorem[15]
- velkokříž s řetězem Řádu Jižního kříže – Brazílie, 19. srpna 2002[16]
- čestný rytíř velkokříže Řádu svatého Michala a svatého Jiří – Spojené království, 2003[17]
- velkokříž s řetěze Řádu prince Jindřicha – Portugalsko, 14. února 2006[14]
- Řád Vanuatu I. třídy – Vanuatu, 2011[18]

### Nestátní ocenění
- Sacharova cena za svobodu myšlení – Evropský parlament, 1999
- Sydney Peace Prize (Mírová cena Sydney) – Sydney Peace Foundation, 2000 – odvážný a zásadový bojovník za nezávislost Východního Timoru
- Gwangju Prize za lidská práva – May 18 Memorial Foundation, 2000[19]
- Nort-South Prize – Rada Evropy, 2002
- Félix Houphouët-Boigny Peace Prize (Mírová cena Félixe Houphouëta-Boigny) – UNESCO, 2002

### Akademické tituly
- doctor honoris causa Univerzity Coimbra – 28. září 2011[20]